# Sheila Henig
Sheila Henig (* 19. Februar 1934 in Winnipeg; † 15. März 1979 in Toronto) war eine kanadische Pianistin und Sängerin (Sopran).

## Leben und Wirken
Henig studierte Klavier bei Jean Broadfoot und Gordon Kushner in Winnipeg und am Royal Conservatory of Music in Toronto bei Margaret Miller Brown. Bei Lillian Smith Weichel und Dorothy Allan Park absolvierte sie eine Gesangsausbildung, die sie ab 1977 bei Elizabeth Benson Guy fortsetzte. 1955 wurde sie mit einem Eaton Graduating Scholarship der University of Toronto ausgezeichnet.
Ihren ersten Auftritt in den USA hatte sie 1960 mit dem Houston Symphony Orchestra. 1961 erhielt sie im Fach Klavier einen Preis beim internationalen Musikinterpretenwettbewerb in Genf und hatte ihr europäisches Debüt als Pianistin in Amsterdam. Weitere Europatourneen führten sie 1964 nach London (Wigmore Hall), Griechenland und Spanien und 1976 nach Wien, Salzburg, Brüssel und Rotterdam.
In Kanada trat Henig u. a. mit dem Victoria Symphony Orchestra, dem CBC Vancouver Chamber Orchestra, dem National Arts Centre Orchestra, dem Toronto Symphony Orchestra und dem Halifax Symphony Orchestra auf. 1978 trat sie in der Carnegie Recital Hall als sich selbst am Klavier begleitende Sängerin, Klaviersolistin und Begleiterin des Oboisten Senia Trubashnik auf. Ihr Vater Harry Henig verfasste unter dem Titel Elusive summit: the biography of Sheila Henig eine Biographie über sie, die 1981 in Toronto erschien.